# Backlash (2005)
Backlash (2005) — это седьмое по счёту Pay-per-view (PPV) в истории Backlash рестлинг шоу, проводимое крупнейшим американским реслинг-промоушеном World Wrestling Entertainment. Концепция шоу была основана на главное событие года WrestleMania 21.
В главном событии, Батиста победил Трипл Эйча в одиночном матче и сохранил Чемпионство мира в тяжёлом весе. От других пяти матчей, два матча получили наивысшую значимость. В первом важном матче Шон Майклз и Халк Хоган победили Мухаммада Хассана и Дайвари в Командном матче. В другом важном матче, Эдж победил Криса Бенуа в матче Последний Стоящий на Ногах, где Бенуа не смог стать на ноги на счёт судьи десять.

## Результаты матчей
| №                                                                                       | Результаты                                                                                  | Условия                                                | Время |
| --------------------------------------------------------------------------------------- | ------------------------------------------------------------------------------------------- | ------------------------------------------------------ | ----- |
| 1P                                                                                      | Тайсон Томко победил Вэл Вениса                                                             | Одиночный матч                                         | 5:40  |
| 2                                                                                       | Шелтон Бенджамин (ч) победил Криса Джерико                                                  | Одиночный матч за Интерконтинентальное чемпионство WWE | 14:31 |
| 3                                                                                       | Роузи и Ураган победили, устранив последних Резистанцию (Роберта Конвэя и Силвэна Греньера) | Командный матч Турмойл за Командное чемпионство мира   | 13:43 |
| 4                                                                                       | Эдж победил Криса Бенуа                                                                     | Матч Последний Стоящий на Ногах                        | 18:47 |
| 5                                                                                       | Кейн (с Литой) победил Висцеру (с Триш Стратус)                                             | Одиночный матч                                         | 6:09  |
| 6                                                                                       | Халк Хоган и Шон Майклз победил Дайвари и Мухаммада Хассана                                 | Командный матч                                         | 15:05 |
| 7                                                                                       | Батиста (ч) победил Трипл Эйча (с Риком Флэром)                                             | Одиночный матч за Чемпионство мира в тяжёлом весе      | 16:26 |
| - (ч) – чемпион на начало матча - P – указывает, что матч прошёл на предварительном шоу |                                                                                             |                                                        |       |

### Командный матч Турмойл
| Выход | Рестлеры                                     | Когда вылетели | От кого вылетели  |
| ----- | -------------------------------------------- | -------------- | ----------------- |
| 2     | Таджири и Уильям Ригал (ч)                   | 3              | Резистанцией      |
| 1     | Разбиватели Сердец (Антонио и Ромео)         | 1              | Таджири и Ригалом |
| 3     | Саймон Дин и Мэйвен                          | 2              | Таджири и Ригалом |
| 4     | Резистанция (Роберт Конвэй и Силвен Греньер) | 4              | Ураганом и Роузи  |
| 5     | Ураган и Роузи                               | Победители     | N/A               |